# John Graham (diplomate)
Pour les articles homonymes, voir John Graham et Graham.
John Graham, né en 1774 à Dumfries (Virginie) et mort le 6 août 1820 à Washington, était un homme politique américain.
Il étudie à l'université Columbia avant de s'installer dans le Kentucky. Il sert à la Kentucky legislature pour son premier poste politique.
Nommé par Thomas Jefferson secrétaire de légation à Madrid, il sert en Espagne de 1801 à 1803 avant de retourner aux États-Unis en 1804 car nommé secrétaire du territoire d'Orléans. À la fin de l'année 1806, il se rend dans l'Ohio afin de récolter des renseignements sur une probable conspiration de Aaron Burr. Il quitte son post de secrétaire en 1807.
Graham est chief clerk du département d'État de 1807 à 1817 et comme Secrétaire d'État par intérim du 4 au 9 mars 1817, au début du mandat du président James Monroe. Avec Caesar A. Rodney et Theodorick Bland, il est nommé membre d'une commission diplomatique en Amérique du Sud. Le but de cette commission est d'étudier les provinces espagnoles du sud de l'Amérique,. La frégate USS Congress assure leur transport. Il est nommé ambassadeur des États-Unis au Portugal, à Rio de Janeiro, le 6 janvier 1819. Il quitte son poste en juin 1819, ne parvenant pas à s’accommoder au climat du pays,.
Il rentre aux États-Unis le 13 juin 1820 et décède peu après, le 6 août, à Washington.